# Cucumaria glacialis
Cucumaria glacialis är en sjögurkeart. Cucumaria glacialis ingår i släktet Cucumaria och familjen korvsjögurkor. Inga underarter finns listade i Catalogue of Life.